# Ironus sphincterus
Ironus sphincterus är en rundmaskart som beskrevs av Ebsary 1895. Ironus sphincterus ingår i släktet Ironus och familjen Ironidae. Inga underarter finns listade i Catalogue of Life.